# Johann Friedrich Pfaff
Johann Friedrich Pfaff (Stuttgart, 22 de dezembro de 1765 — Halle an der Saale, 21 de abril de 1825) foi um matemático alemão. Dedicou-se principalmente à análise matemática e equações diferenciais parciais.

## Biografia
Recebeu sua educação inicial na Carlsschule, onde conheceu Friedrich Schiller, seu amigo de longa data. Sua capacidade matemática foi notada durante seus primeiros anos. Ele continuou seus estudos em Göttingen com Abraham Gotthelf Kästner, e em 1787 ele foi para Berlim e estudou astronomia prática com Johann Elert Bode. Em 1788, Pfaff tornou-se professor de matemática em Helmstedt e continuou seu trabalho como professor até que a universidade fosse extinta em 1810. Após este evento, ele se tornou professor de matemática na Universidade de Halle, onde permaneceu pelo resto de sua vida.
Estudou séries matemáticas e cálculo integral, sendo conhecido por seu trabalho em equações diferenciais parciais dos sistemas Pfaffianos de primeira ordem, como são agora chamados, que se tornaram parte da teoria das formas diferenciais; e como supervisor formal de pesquisa de Carl Friedrich Gauss. Ele conhecia Gauss bem, quando os dois viveram juntos em Helmstedt em 1798. August Möbius foi mais tarde seu aluno.
Seu irmão Johann Wilhelm Andreas Pfaff foi professor de matemática pura e aplicada. Outro irmão, Christian Heinrich Pfaff, era professor de medicina, física e química.

## Publicações
Publicações importantes:
- 1788 Versuch einer neuen Summationsmethode nebst anderen damit zusammenhängenden analytischen Bemerkungen
- 1794 Analysis einer wichtigen Aufgabe des Herrn La Grange,Arquivo de Matemática Pura e Aplicada
- 1796 Über die Vortheile, welche eine Universität einem Lande gewährt, (Häberlins) Arquivo do estado
- 1797 Disquisitiones analyticae maxime ad calculum integralem et doctrinam serierum pertinentes
- 1810 Bestimmung der größten in ein Viereck, so wie auch in ein Dreyeck, zu beschreibenden Ellipse, in F.X.Zach, Correspondência mensal para a promoção da geografia e ciência celeste
- 1814/15 Methodus generalis, aequationes differentiarum partialium, necnon aequationes differentiales vulgares, utrasque primi ordinis, inter quotcunque variabiles complete integrandi, Abhandlungen der königl. Akademie der Wissenschaften zu Berlin, p. 76–135. Deutsch von G. Kowalewski:
- Allgemeine Methode, partielle Differentialgleichungen und gewöhnliche Differentialgleichungen, beide von erster Ordnung, in beliebig vielen Veränderlichen, vollständig zu integriren, Ostwalds Klassiker der exakten Wissenschaften, Band 129, 1902
- Sammlung von Briefen, gewechselt zwischen Johann Friedrich Pfaff und Herzog Carl von Württemberg, F. Bouterwek, A. v. Humboldt, A. G. Kästner, und Anderen (ed. Carl Pfaff 1853, com biografia).